# Genfersee
Der Genfersee (Schweizer Schreibweise), französisch Léman oder lac Léman, ist der größte See sowohl Frankreichs als auch der Schweiz. Er liegt an der Grenze zwischen der Westschweiz und der französischen Region Auvergne-Rhône-Alpes. Die Südwestspitze des Sees gehört zum Schweizer Kanton Genf, das Nordufer zum Schweizer Kanton Waadt und das Südufer größtenteils zum französischen Département Haute-Savoie. Daneben hat der Kanton Wallis einen kleinen Anteil am östlichen Südufer. Der See wird in Haut Lac, Grand Lac und Petit Lac eingeteilt. 

## Namen

### Genfersee, Genfer See
In der deutschen Sprache lautet die Bezeichnung heute Genfersee (so in der Schweiz geschrieben) bzw. Genfer See (so in Deutschland und Österreich geschrieben). Sie wird erstmals im 15. Jahrhundert erwähnt. In der englischen Sprache wird der See Lake Geneva genannt.

### Léman, lac Léman
In Frankreich sowie in den Kantonen Waadt und Wallis wird der See Léman oder lac Léman genannt. In den Karten des Bundesamtes für Landestopografie (Swisstopo) ist die Bezeichnung Le Léman eingetragen, also mit Voranstellung des französischen Artikels le, anders als bei den anderen Seen mit französischem Namen.
Léman geht auf eine indoeuropäische Wurzel mit der Bedeutung «See» zurück. Die Namensform lac Léman ist eigentlich ein Pleonasmus, denn sowohl französisch lac als auch Léman bedeuten «See».
Bereits Caesar und die Geografen der Antike sprachen vom lacus Lemanus. Die Bezeichnung Léman wurde dann wieder von den Humanisten und Kartografen im 16. Jahrhundert gebraucht, unter anderem von Sebastian Münster (1552) und Gerhard Mercator (gegen 1575). Die Obrigkeit und die Behörden des Kantons Bern verwendeten sie während der Revolution. Léman wurde Namensbestandteil des ehemaligen Kantons Léman und des ehemaligen französischen Département Léman.

### Lac de Genève
Im Kanton Genf wird der See häufig lac de Genève genannt.
Das Bundesamt für Landestopografie (swisstopo) kennzeichnet allerdings nur das südwestliche Ende des Genfersees, das innerhalb der Kantonsgrenzen von Genf liegt, als lac de Genève. Das Kantonsgebiet reicht am Nordufer bis Versoix und am Südufer bis Hermance.
Die Einwohner von Genf benannten schon früh den See nach ihrer Stadt. François Bonivard nannte im Jahr 1529 den See lac Lemanne, fügte aber hinzu: qu’est nostre lac de Genesve («der unser Genfersee ist»). Nachdem die Stadt Genf immer mehr an Bedeutung gewonnen hatte, wurde dieses Toponym in anderen Sprachen übernommen, z. B. Genfersee und englisch Lake Geneva.

### Lac de Lausanne (historisch)
Ab dem 2. Jahrhundert wurde der See vermehrt nach Lausanne benannt. Im Itinerarium Antonini taucht die Bezeichnung lacus lausonnius auf, in der Tabula Peutingeriana erscheint die Namensform lacus Losanete. Daraus wurde im Französischen lac de Lausanne. Im Laufe des 17. Jahrhunderts verschwand dieser Name wieder.

### Italienisch
Im Italienischen ist der Name lago Lemano oder kurz Lemano (analog zu französisch lac Léman oder Léman) ebenso gebräuchlich wie der Name lago di Ginevra (analog zu deutsch Genfersee).

## Geographie

### Allgemeines
Der Genfersee ist der größte Alpenrandsee und nach dem Plattensee (Balaton) in Ungarn der zweitgrößte See Mitteleuropas. Er ist 580,03 km² gross, davon entfallen 345,29 km² (59,53 %) auf Schweizer und 234,74 km² (40,47 %) auf französisches Staatsgebiet. Der See liegt auf 372 m ü. M.. An der tiefsten Stelle ist er 310 m tief. Er ist damit auch der tiefste See Frankreichs. Sein durchschnittlicher Wasserinhalt liegt bei etwa 89 km³, was ihn zum wasserreichsten See Mitteleuropas macht.

### Zulauf und Ablauf
Gespeist wird der Genfersee vor allem durch die Rhone, die im Delta bei Le Bouveret in den See mündet. Zweitwichtigster Zufluss ist die Dranse, dann folgen die Venoge und die Aubonne. Die Rhone fliesst bei Genf aus dem Genfersee ab, wobei das Wasser aller Zuläufe durchschnittlich 10,4 Jahre für den Durchfluss benötigt. Der Wasserstand des Sees wird in Genf mit dem Barrage du Seujet reguliert. Im Jahresmittel beträgt der Ablauf etwa 270 m³ je Sekunde.

### Wichtigste Städte am See
- Genf an der Südwestspitze, größte Stadt am See, Hauptort des Kantons Genf. Zweitgrößte Stadt der Schweiz nach Zürich. Sitz zahlreicher internationaler Organisationen.
- Lausanne am Nordufer, zweitgrößte Stadt am See, Hauptort des Kantons Waadt. In Lausanne hat das Internationale Olympische Komitee seine Zentrale.
- Montreux am östlichen Nordufer. Ein beliebter Tourismusort mit bekannten Filmfestspielen und einem Jazzfestival.
- Vevey am östlichen Nordufer. In Vevey befindet sich der Hauptsitz von Nestlé.
- Nyon am westlichen Nordufer. In Nyon befindet sich der Sitz des europäischen Fussballverbandes UEFA.
- Thonon-les-Bains am Südufer, die größte französische Stadt am See.
- Évian-les-Bains am Südufer. Ein bekannter Ortsname, weil Mineralwasser aus einer Nachbargemeinde unter dem Namen Evian international vertrieben wird.

### Inseln
Sieben kleine Inseln liegen im Genfersee (einschl. der knapp ausserhalb liegenden Île Rousseau), alle innerhalb des Schweizer Teils:
| Nr. | Insel                              | Fläche m² | Ufer- Entfernung m | Bemerkung                                    | Gemeinde | Seeteil   | Koordinaten                   |
| --- | ---------------------------------- | --------- | ------------------ | -------------------------------------------- | -------- | --------- | ----------------------------- |
| 1   | Île de Chillon                     | 5070      | 2                  | mit Schloss Chillon                          | …        | Haut Lac  | 46° 24′ 51″ N, 006° 55′ 39″ O |
| 2   | Île de Peilz                       | 400       | 480                | bei Villeneuve                               | …        | Haut Lac  | 46° 24′ 00″ N, 006° 54′ 50″ O |
| 3   | Île de Salagnon (Île aux Mouettes) | 1452      | 110                | bei Clarens                                  | …        | Haut Lac  | 46° 26′ 26″ N, 006° 52′ 59″ O |
| 4   | Île aux oiseaux                    | 2100      | 0                  | bei Préverenges 2001 künstlich aufgeschüttet | …        | Grand Lac | 46° 30′ 25″ N, 006° 32′ 06″ O |
| 5   | Île de la Harpe                    | 2368      | 70                 | bei Rolle                                    | …        | Grand Lac | 46° 27′ 20″ N, 006° 20′ 21″ O |
| 6   | Île de Choisi                      | 120       | 70                 | bei Bursinel                                 | …        | Grand Lac | 46° 26′ 20″ N, 006° 19′ 05″ O |
| 7   | Île Rousseau                       | 3390      | 60                 | in Genf, Abfluss der Rhone                   | Genf     | Rhone     | 46° 12′ 21″ N, 006° 08′ 51″ O |

Die Île Rousseau liegt eigentlich nicht mehr im Genfersee, sondern wenige Meter unterhalb der Brücke Pont du Mont-Blanc, die die südwestliche Begrenzung des Sees am Abfluss der Rhone markiert.
Die Pierres du Niton (Lage) bei Genf sind keine Inseln, sondern erratische Blöcke, die aus dem Wasser ragen.

### Gliederung

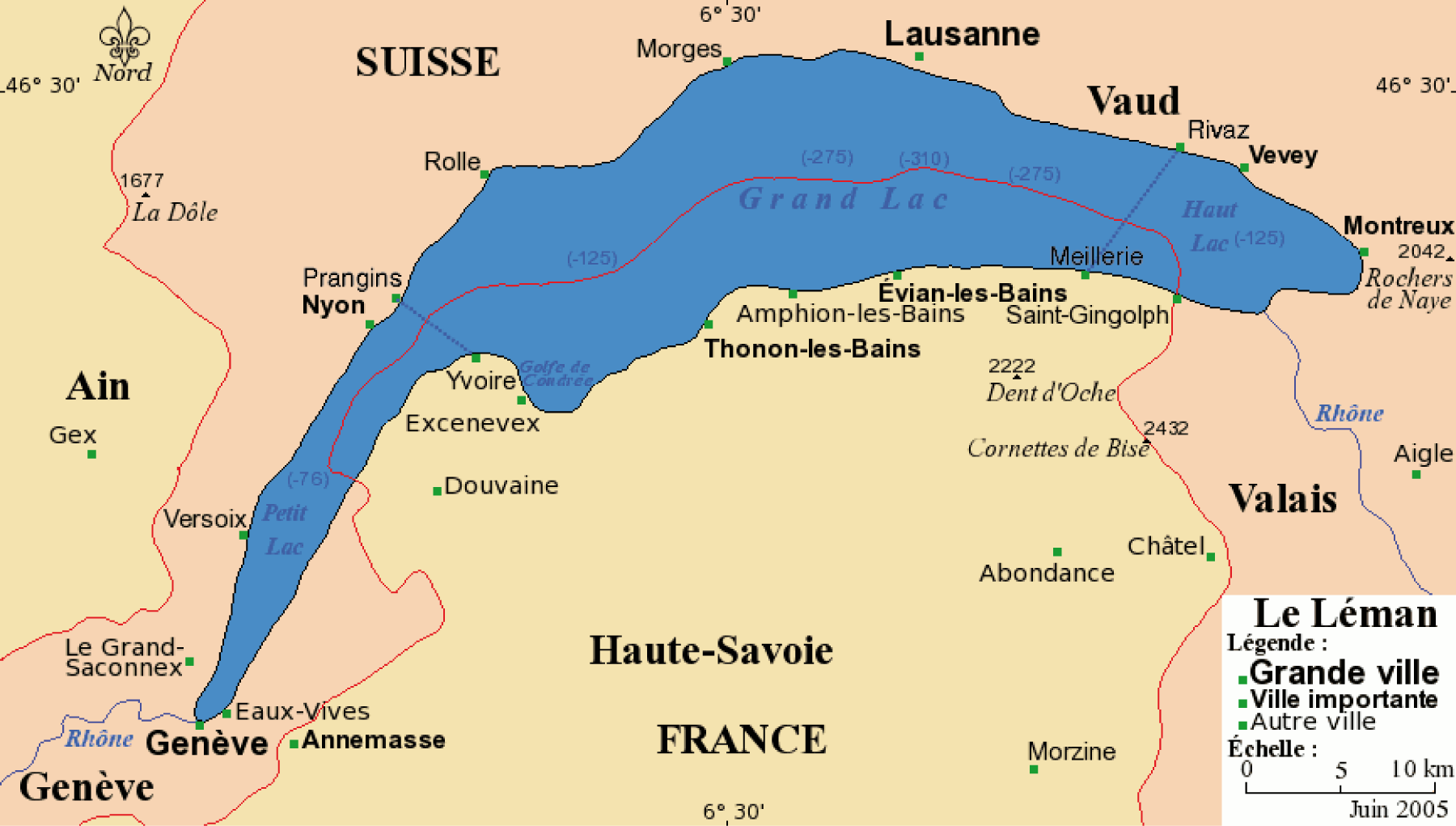
Die drei Teile des Genfersees

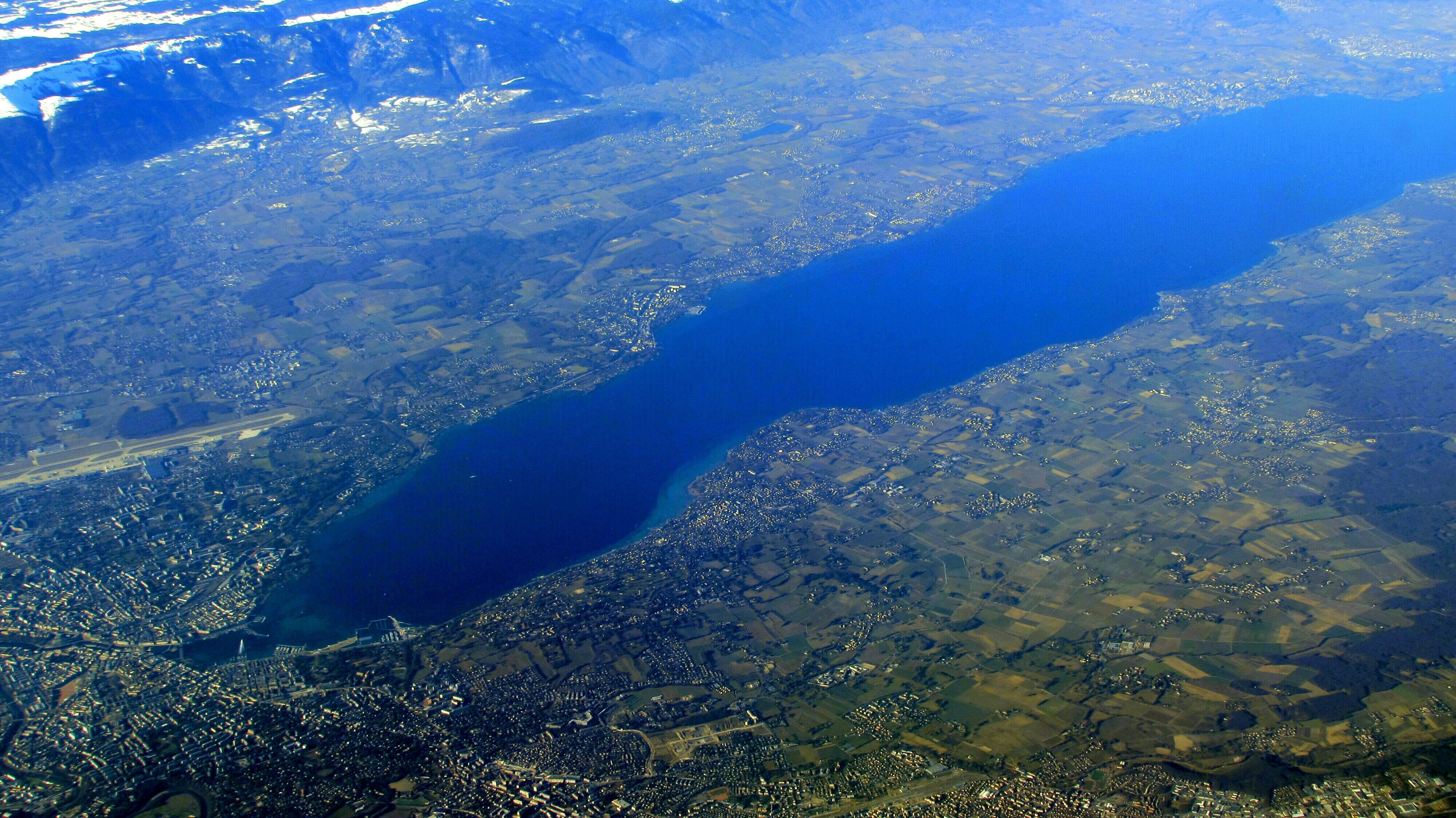
Der Petit Lac von oben, links Genf

Der See wird aufgrund unterschiedlicher Entstehungsgeschichte (Sedimentation, tektonische Faltung, glaziale Erosion) in drei Seeteile gegliedert:
1. Haut Lac (Obersee), der östliche Teil von der Rhonemündung bis zu einer Linie Meillerie–Rivaz
2. Grand Lac (Grosser See), das größte, tiefste Becken mit der größten Seebreite
3. Petit Lac (Kleiner See), der südwestliche, schmälere und seichtere Teil von einer Linie Yvoire–Promenthoux bei Prangins bis zum Rhoneausfluss in Genf.

### Nordufer

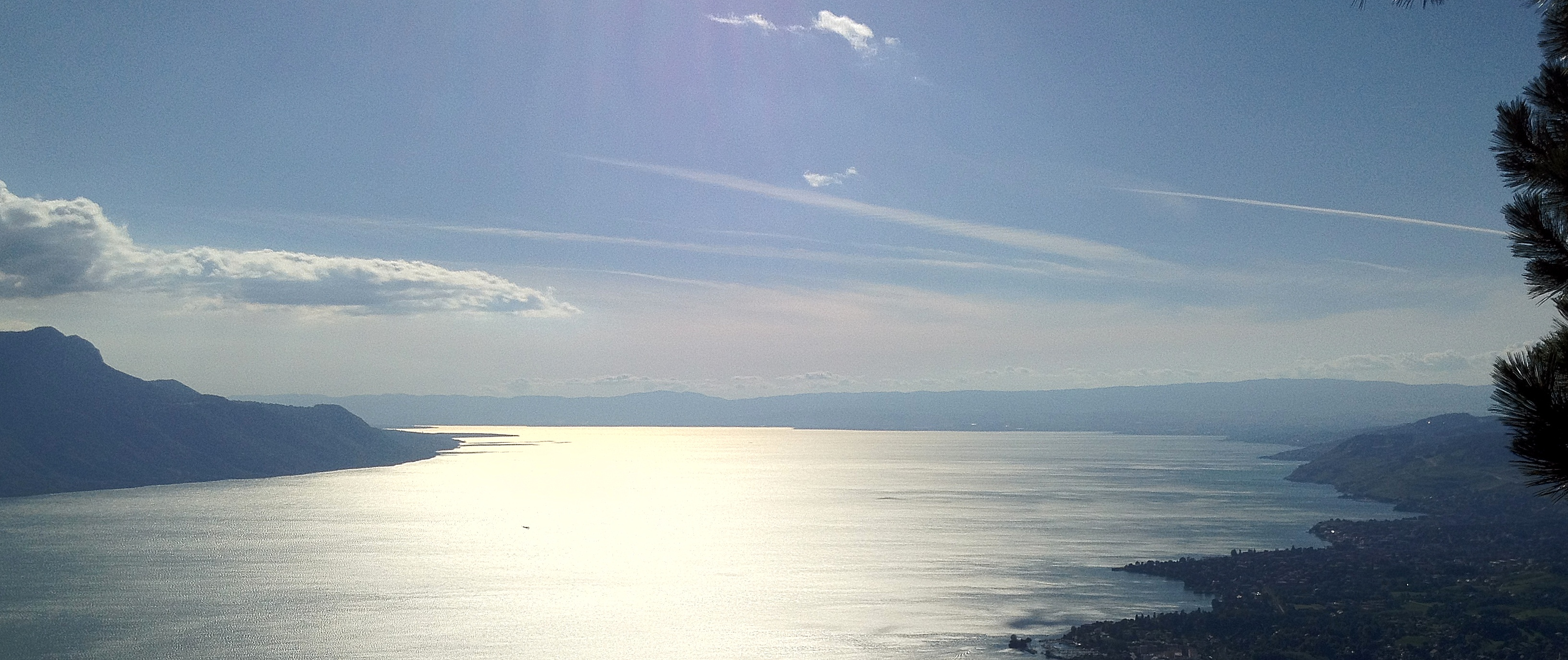
Blick nach Westen auf den Genfersee, rechts das Nordufer

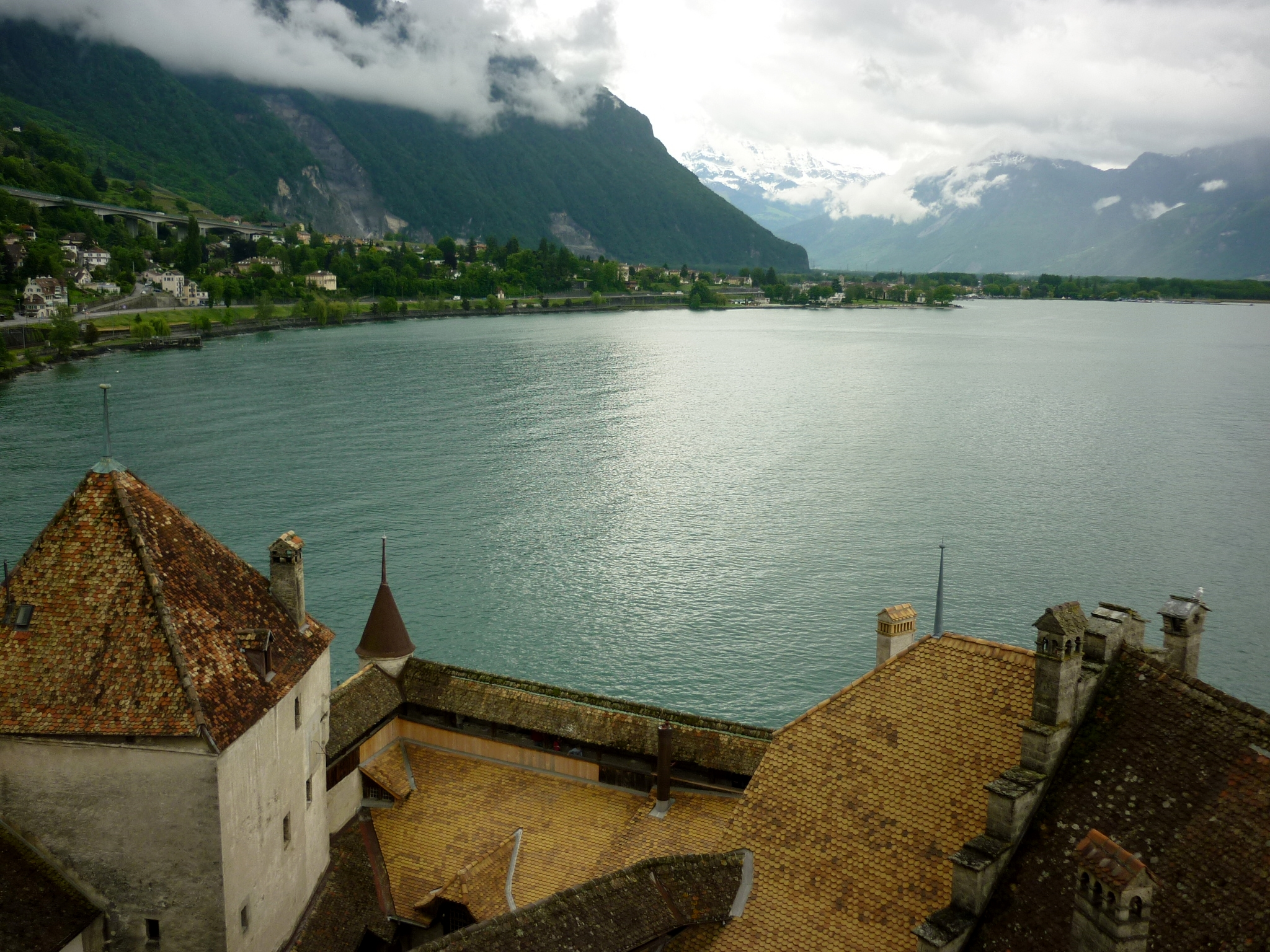
Der östlichste Uferabschnitt (Blick vom Schloss Chillon nach Süden)

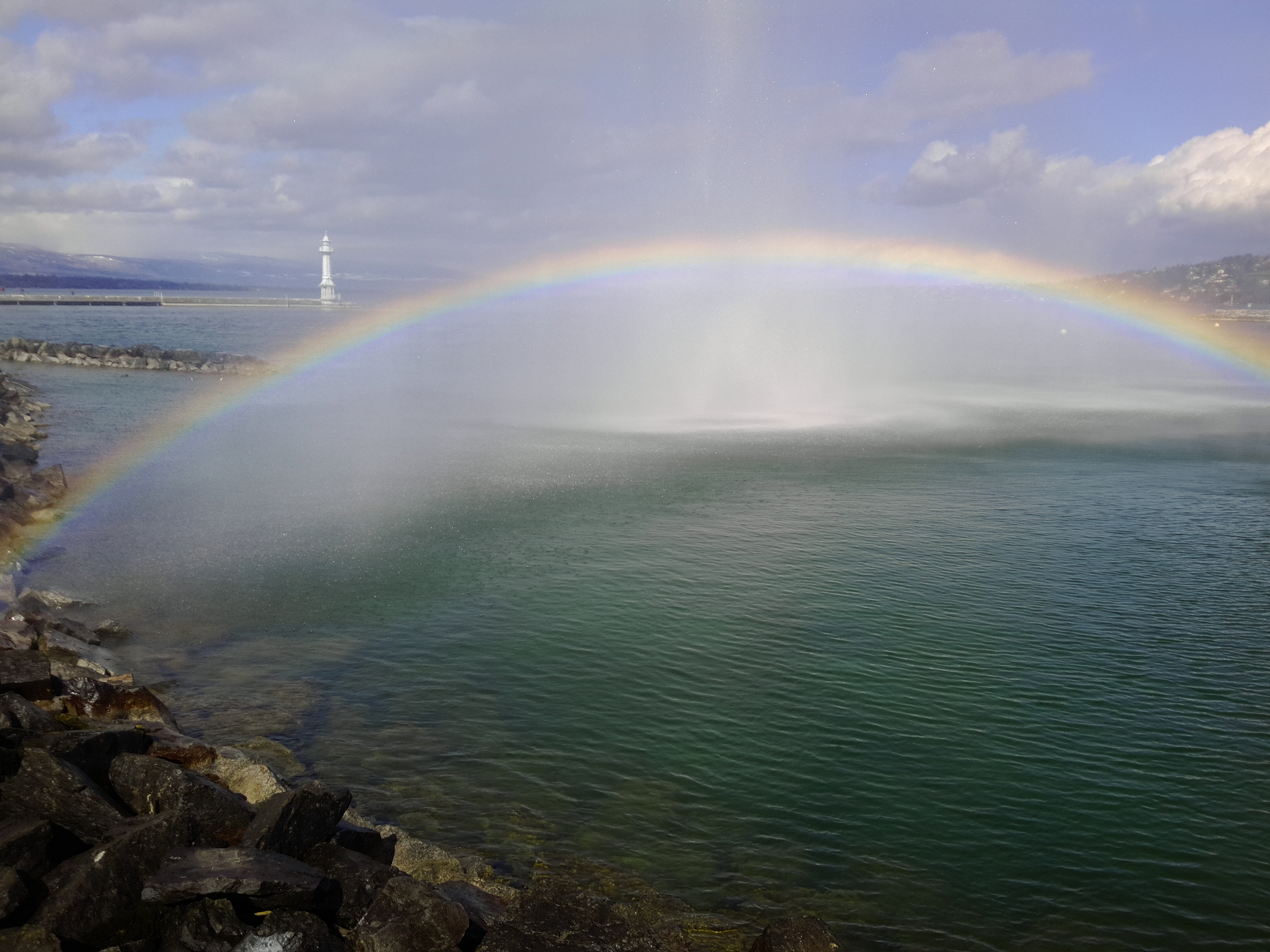
Regenbogen am Genfer Ufer, im Hintergrund der Phare des Pâquis

Das Nordufer wird wegen der Fliessrichtung der Rhone auch als das rechte Ufer bezeichnet (französisch rive droite). Es gehört größtenteils zum Kanton Waadt. Die Grenze zum Hauptgebiet des Kantons Genf liegt zwischen den Orten Mies (Kanton Waadt) und Versoix (Kanton Genf). Etwa sechs Kilometer nordöstlich liegt Céligny, eine Exklave des Kantons Genf. Das Ufer bei Céligny gehört ebenfalls zum Kanton Genf.
Das Nordufer beginnt im Osten als Waadtländer Riviera (französisch Riviera vaudoise) mit den Orten Villeneuve, Montreux und Vevey. Beim Schloss Chillon zwischen Villeneuve und Montreux verläuft das Ufer annähernd in Nord-Süd-Richtung. Am nördlichsten Abschnitt des bogenförmigen Nordufers liegt Lausanne. Weiter westlich liegen Rolle und Nyon. 
Am Nordufer liegen zwei Weinbaugebiete: Lavaux zwischen Vevey und Lausanne und westlich davon La Côte.

### Südufer
Das Südufer wird auch als das linke Ufer bezeichnet (französisch rive gauche). Links von der Rhonemündung kommt zunächst eine kurze Walliser Uferzone von Le Bouveret bis Saint-Gingolph. Der Grenzort umfasst zwei durch einen Bach getrennte politische Gemeinden: Saint-Gingolph VS im Schweizer Kanton Wallis und Saint-Gingolph (Haute-Savoie) im französischen Département Haute-Savoie/Hoch-Savoyen.
Westlich davon liegt ein grosser Abschnitt des Südufers, der zu Frankreich gehört (Département Haute-Savoie). Größte französische Stadt ist Thonon-les-Bains. Bei Hermance beginnt der Abschnitt des Südufers, der zum Kanton Genf und damit wieder zur Schweiz gehört.

### Klima
Der Genfersee beeinflusst das Klima in seiner Umgebung, wobei er den Schweizer Winter mildert und den Sommer etwas «abkühlt». Wenn im Herbst das Wasser noch wärmer ist als das Land, können örtliche Nebel auftreten.

### Pegelstände
Die Pegelstände variieren abhängig von der Jahreszeit um ca. 60 cm, wobei der Tiefstand von Januar bis April erreicht wird. Dieser wird in Genf reguliert.

## Geologie

### Entstehung
Der See wurde in verschiedenen Kaltzeiten unter dem Gewicht der Alpengletscher (Rhonegletscher und Mont-Blancgletscher) ausgehobelt. Seine tiefste Stelle liegt vor Lausanne. Das südwestliche schmale Seebecken, genannt «Kleiner See», ist das breite Durchbruchstal der Schmelzwässer durch vorhergeschobene Schuttmassen, die als Endmoränen liegen geblieben sind.

### Tauredunum-Ereignis
Im Jahr 563 ereignete sich ein Bergsturz von den südlichen Bergflanken am Ostende des Sees, worauf offenbar Sedimentmassen im Rhonedelta abrutschten, was eine bis zu 13 Meter hohe Flutwelle (Tsunami) auslöste. Durch den Steinschlag wurden mehrere Dörfer zerstört, die Flutwelle überschwemmte erst Lausanne und dann Genf, wo u. a. die Rhonebrücke zerstört wurde. Ähnliche Binnentsunamis sind vom Vierwaldstättersee aus den Jahren 1601 und 1687 bekannt sowie vom Lauerzersee aus dem Jahr 1806.

## Ökologie

### Wasserqualität
Die Commission internationale pour la protection des eaux du Léman (CIPEL) ist für die Wasserqualität zuständig und beobachtet den Genfersee.
Das Wasser ist im Allgemeinen von guter Qualität, sodass jedes Jahr rund 80 Millionen Kubikmeter Seewasser zu Trinkwasser aufbereitet werden können. In der Seemitte und an den elf Pumpstationen rund um den See erfüllt das Wasser die erforderlichen Werte von Metall, Pestizid, Nitrilotriessigsäure (NTA) und Ethylendiamintetraessigsäure (EDTA).
Der Nitratgehalt liegt weit unter dem Grenzwert und ist stabil. Der Phosphorgehalt sinkt dagegen aufgrund diverser Sanierungen und hat seit dem Jahr 2005 um sechs Prozent abgenommen. Die aktuelle durchschnittliche Konzentration beträgt 27,7 Mikrogramm pro Liter. Im Jahr 2005 waren es noch 29,4 Mikrogramm pro Liter. Das Ziel der CIPEL ist es, den Phosphorgehalt auf 20 Mikrogramm pro Liter zu senken.
Im Genfersee wurden durchschnittlich 129 Gramm Plastikmüll pro Quadratkilometer gemessen. Ab 2018 hat sich die invasive Quagga-Muschel massiv ausgebreitet. Sie wurde 2015 erstmals im Genfersee gesichtet.
Die CIPEL beobachtet eine immer stärkere Vermehrung von Algen, sogenannten Phytoplanktons, und dies bis in größere Tiefen. Diese fädigen Algen behindern im Sommer die Fischer, da dadurch die Netze für die Fische sichtbar sind, und auch im Winter verbreitet sich die Pflanze stets weiter.
Obwohl es in den Jahren 2006 und 2007 keine komplette Durchmischung des Seewassers gab, ist in den tiefen Wasserschichten immer noch genügend Sauerstoff vorhanden. Mit der globalen Erwärmung könnte sich dies ändern, die Wassertemperatur am Grund des Genfersees ist seit 2012 bereits um ein Grad gestiegen.

### Naturschutz
Im oberen Seebecken ist zum Schutz der Brut- und Zugvögel das Naturschutzgebiet Les Grangettes eingerichtet worden.
Ein Naturschutzgebiet besteht an der Mündung der Dranse bei Thonon-les-Bains, das Areal an der Mündung des Flusses Aubonne in den See ist unter der Bezeichnung Chanivaz – Delta de l’Aubonne ein Landschaftsschutzgebiet von nationaler Bedeutung.

### Munitionsrückstände
Private Unternehmen versenkten im Genfersee in den 1950er und 1960er Jahren zwischen 150 und 1000 Tonnen nicht mehr benötigter Munition. 2019 wurde bekannt, dass die Munition teils offen auf dem Seegrund liegt. An einer Stelle wurde Munition in 50 Meter Tiefe gefunden, rund 150 Meter von einer Gasleitung und einer Trinkwasserentnahmestelle entfernt.

## Sehenswürdigkeiten und Bauwerke

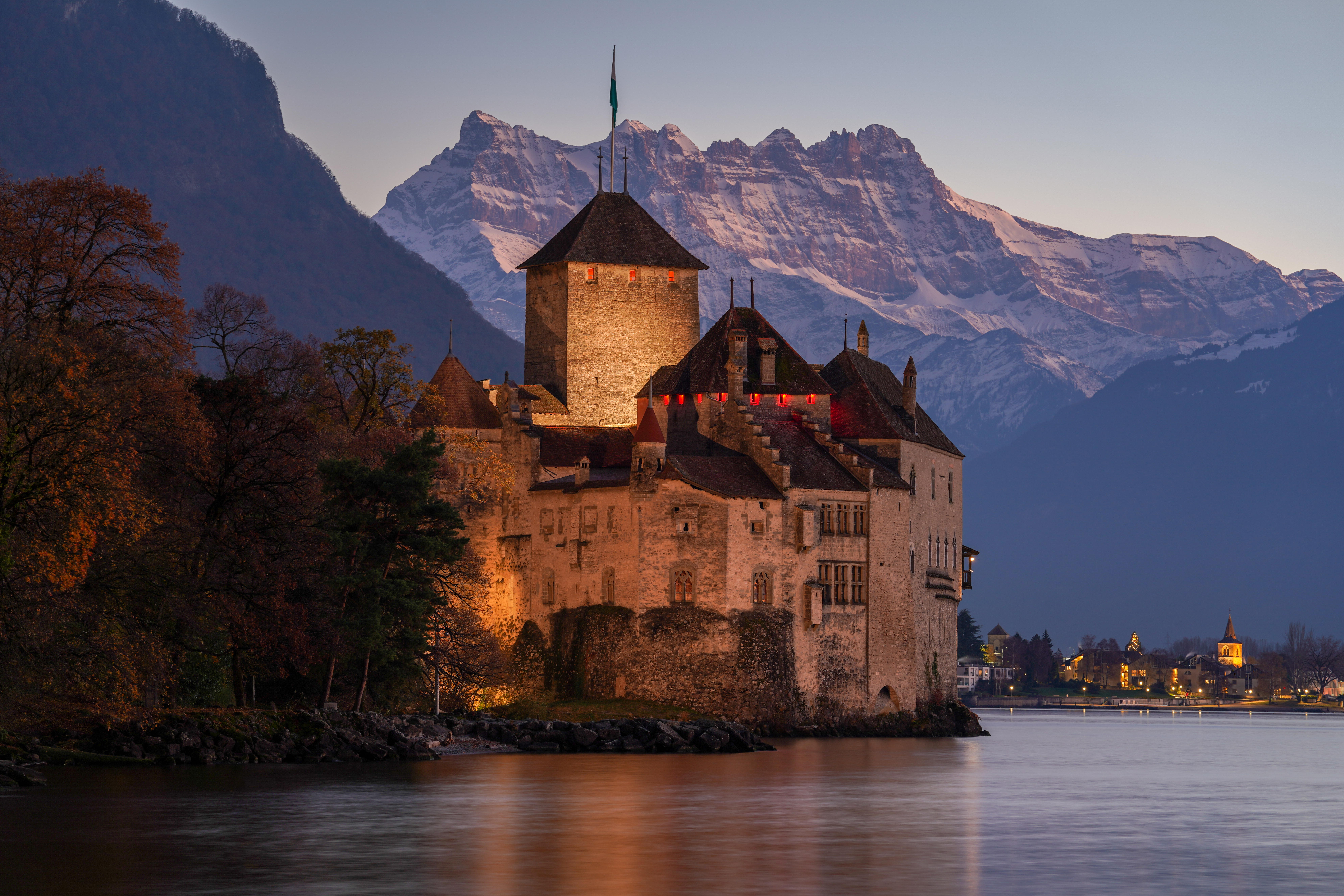
Schloss Chillon

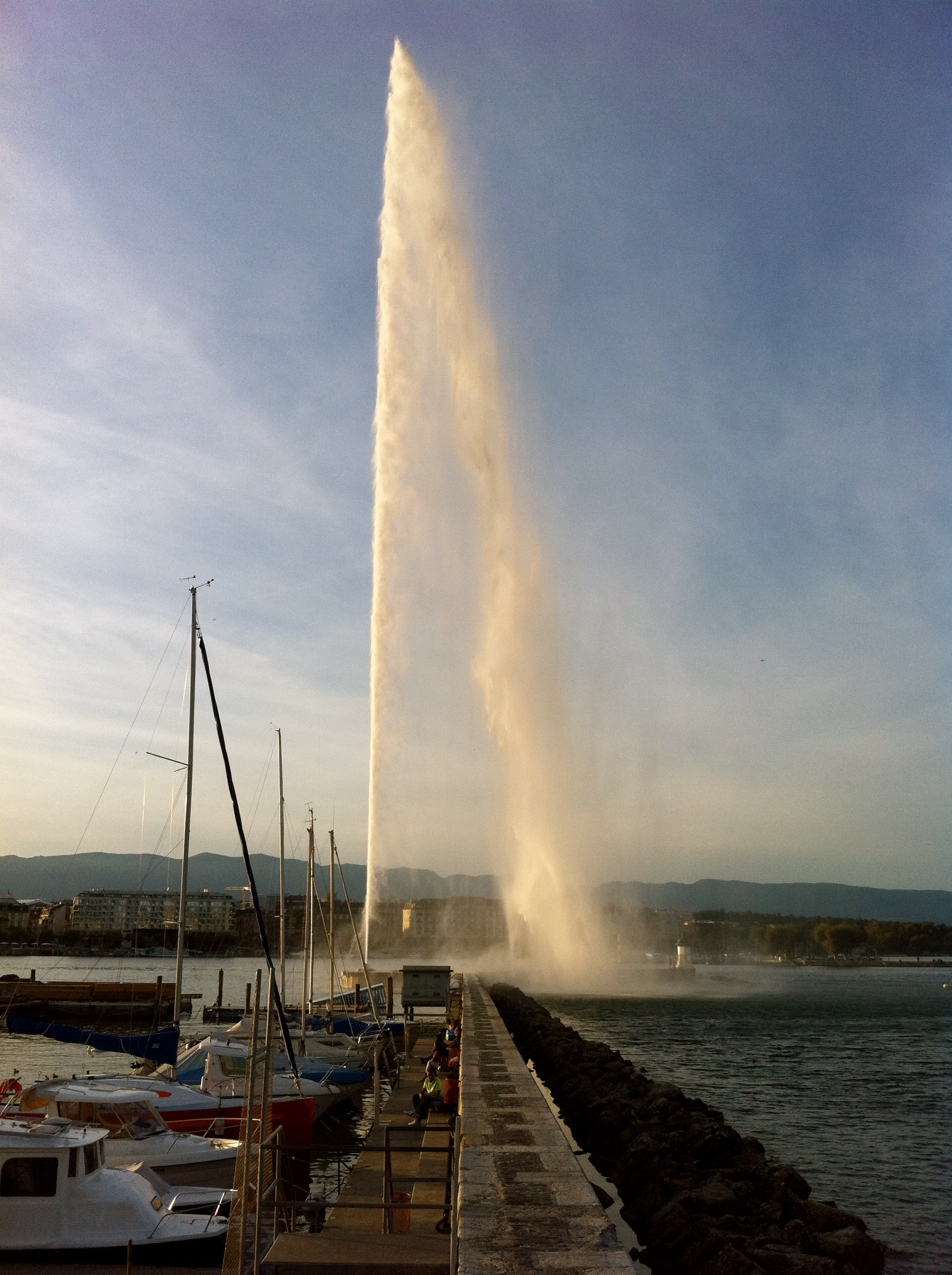
Der Jet d’eau (Wasserfontäne)

Als eines der Wahrzeichen gilt die Wasserburg Schloss Chillon bei Montreux am östlichen Ende des Sees. Sie ist das meistbesuchte historische Gebäude der Schweiz und befindet sich auf einem Felsvorsprung auf dem See.
Das Stadtbild von Genf prägt der Jet d’eau – ein Springbrunnen im Hafen der Stadt. Seine Wasserfontäne spritzt bis zu 140 Meter in die Höhe. Zwischen Vevey und Lausanne liegen die Weinbauterrassen des Lavaux, ein UNESCO-Welterbe.
Das Genfersee-Museum (Musée du Léman) befindet sich in Nyon und präsentiert die Entstehung und die Kulturgeschichte des Sees. Das Musée des Traditions et des Barques du Léman in Saint-Gingolph erklärt vor allem die Geschichte der Güterschifffahrt.
Auf rund 40 bis 60 Meter unter der Wasseroberfläche liegt das Wrack der Hirondelle vor La Tour-de-Peilz. Der Raddampfer sank, nachdem er am 10. Juni 1862 auf eine Felsformation aufgelaufen war. Heute ist das Wrack ein beliebtes Ziel für Wracktaucher. Eine spektakuläre, etwa 100 m hohe Unterwasserfelswand kann man direkt vor dem Schloss Chillon ertauchen. Taucher mit weniger Erfahrung besuchen gerne die fünf kleinen Bootswracks vor Hermance.
Der See ist reich an Resten prähistorischer Pfahlbauten. Diese wurden ca. 1850 entdeckt und sind heute Teil des UNESCO-Weltkulturerbes Prähistorische Pfahlbauten um die Alpen.

## Wirtschaftliche Bedeutung
Der See wird angesichts seiner Größe vielfältig wirtschaftlich genutzt.
Seeufer sind inzwischen sehr begehrte Flächen für Wohnsiedlung mit sehr hohen Grundstückspreisen.

### Bedeutung als Verkehrsweg

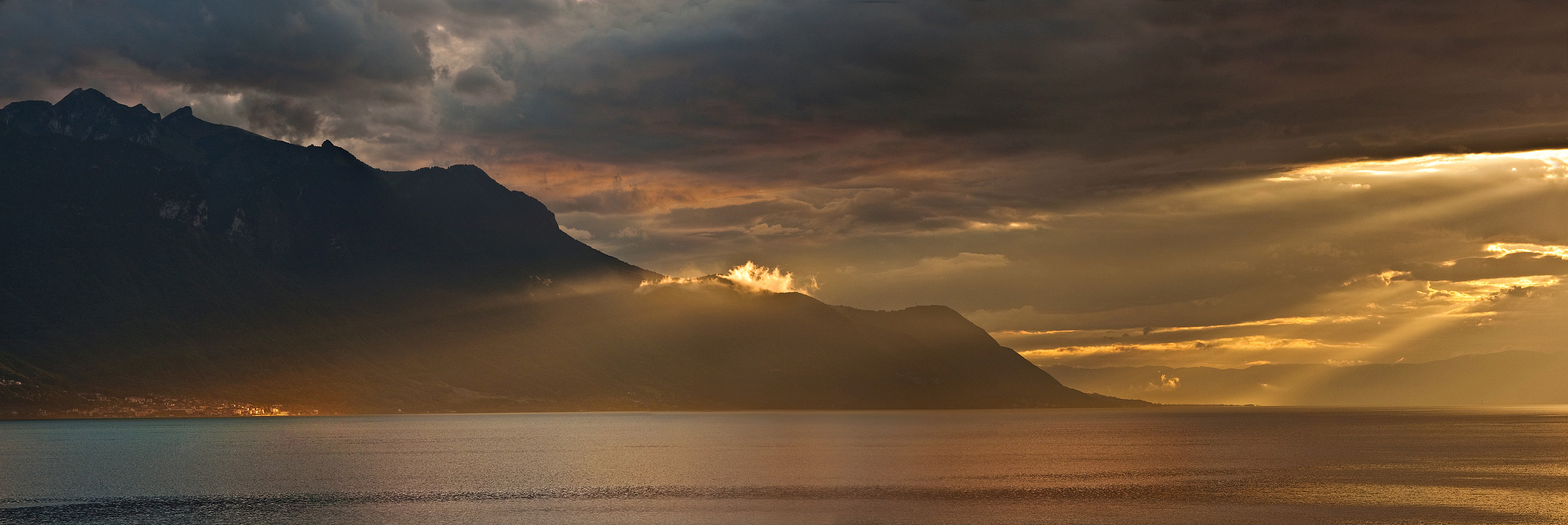
Genfersee im Licht. Links am Ufer Saint-Gingolph.

In der Landschaft am Genfersee kreuzen sich wichtige Verkehrsachsen zwischen Italien und der Nordsee und zwischen Südfrankreich und Mitteleuropa. Bis zum Aufkommen der Eisenbahn wurde die Handelsschifffahrt auf dem See rege genutzt. Zum Transport eigneten sich etwa Massenwaren wie Holz, Bausteine aus den Steinbrüchen in Meillerie, Sand vom Rhonedelta, aber auch Getreide, Wein, Salz oder Käse. Die Waren mussten zwar jeweils in Villeneuve, Vevey, Morges und Genf umgeladen werden, der Seeweg galt aber trotzdem als rasch und kostengünstig.
Zwischen Genf und Seyssel war der Warentransport auf der Rhone wegen einer Versickerungsstrecke bei den Pertes du Rhône nicht möglich, und die Waren mussten daher auf dem Land weitertransportiert werden.
Ein nur teilweise realisiertes Projekt ist der 1638 bis 1648 gebaute Canal d’Entreroches, der die Zihl und die Venoge bis Cossonay verband. Der Kanal hätte eine Verbindung zum Neuenburgersee und weiter über den Bielersee und die Aare zum Rhein ermöglichen sollen. Der letzte Abschnitt, die Kanalisierung der Venoge und der Bau der Schleusen zwischen Cossonay und der Mündung der Venoge in den Genfersee, konnte wegen der fehlenden Finanzierung nicht mehr verwirklicht werden. Als die Eisenbahn Einzug nahm, verlor der Transportweg auf dem Wasser immer mehr an Bedeutung.

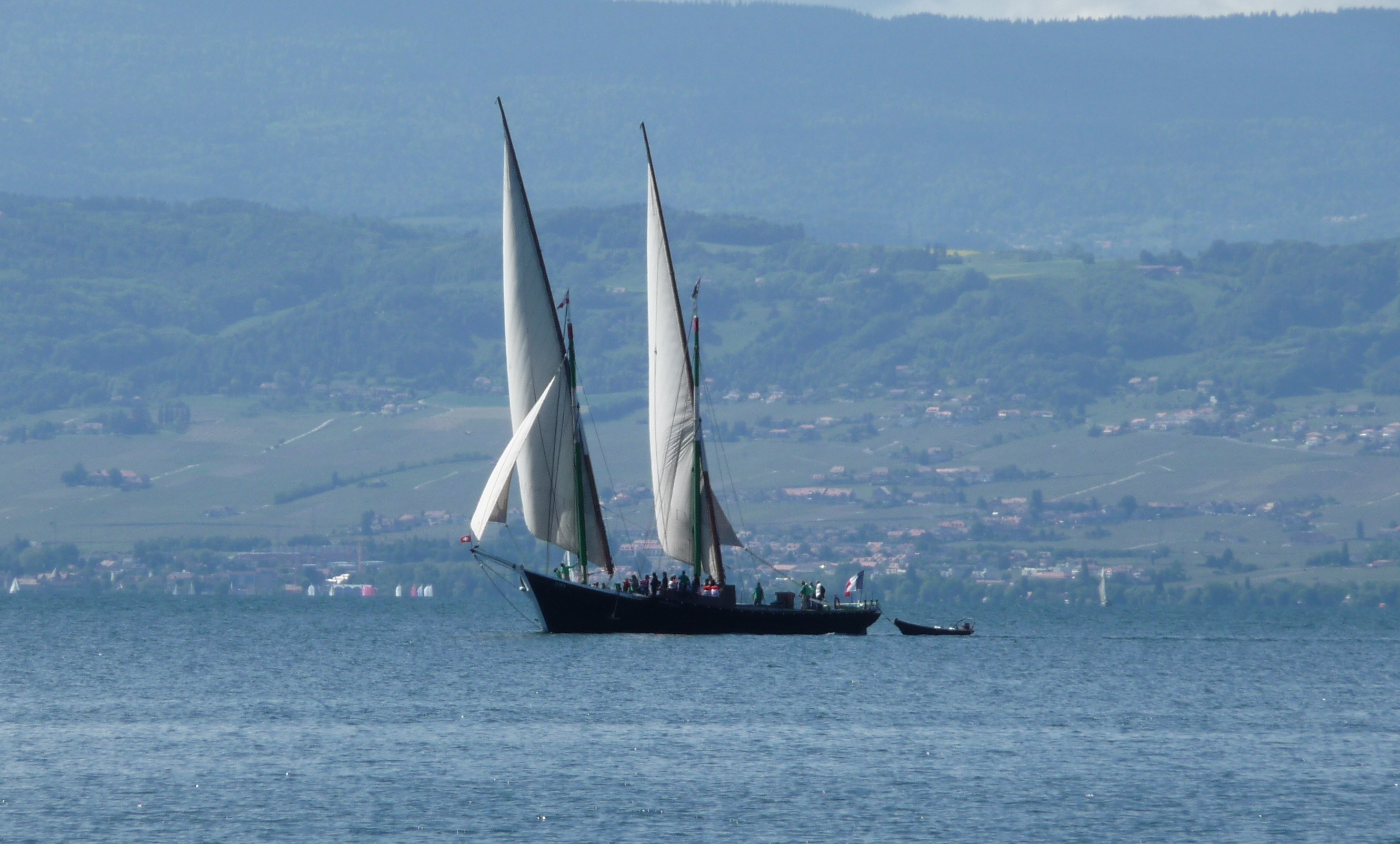
Die «barque du Léman» La Savoie auf dem Genfersee

Verschiedene Bootstypen waren auf dem Genfersee im Einsatz. Trotz seiner einfachen Bauweise war der Nauen bis ins 18. Jahrhundert der vorherrschende Bootstyp. Er hatte einen flachen Boden, nur ein viereckiges Segel und war aufgrund des fehlenden Steuerruders nur schwer zu manövrieren. Erst im 19. Jahrhundert kam das grosse Boot mit dem dreieckigen Lateinersegel zum Einsatz, das auf vielen Abbildungen zu erkennen ist: Die Barque du Léman war besonders für den Transport von Baustoffen wie dem Kalkstein von Meillerie geeignet; an ihre Geschichte erinnert das Musée des Traditions et des Barques du Léman in Saint-Gingolph. Der waadtländische Dichter Charles Ferdinand Ramuz beschreibt in seinem Roman Ein Bursche aus Savoyen von 1936 (französisch Le Garçon savoyard) das Leben der Matrosen auf den Transportschiffen des Genfersees.
Im frühen 19. Jahrhundert begann die Dampfschifffahrt auf dem Genfersee. Ab dem 1. Juli 1823 verkehrte die Guillaume Tell zwischen Genf und Lausanne regelmässig. Für die Personenschifffahrt auf dem Genfersee ist vor allem die Compagnie générale de navigation sur le Lac Léman (CGN) zuständig.
Zur Verteidigung und Durchsetzung ihrer Hoheitsrechte setzten die Anrainerstaaten jeweils bescheidene Militärflotten ein. Ab dem Jahre 1288 ist belegt, dass die Grafen von Savoyen vier oder fünf Galeeren aus genuesischen Werften einsetzten. Im 17. Jahrhundert wurden von den Bernern mit Grand- und Petit-Ours zwei heute noch berühmte Schiffe eingesetzt. Die Stadt Genf besass eine Galeere mit zehn Kanonen.
Die Polizei, der Zoll sowie die Schweizer Armee besitzen seit 1940 diverse Schnellboote. Die Wasserrettung am Genfersee übernehmen die 34 Sektionen der Société internationale de sauvetage du Léman. Die Ruderboote, die die Sektionen ursprünglich für die Rettung Schiffbrüchiger einsetzten, dienen heute nur noch sportlichen oder repräsentativen Zwecken.

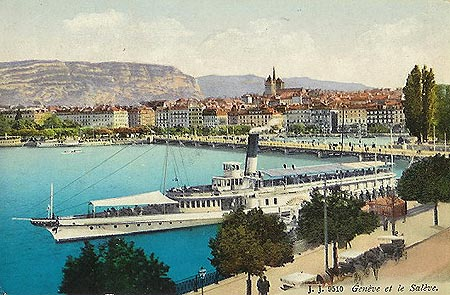
Die Genève auf einer Postkarte aus dem Jahr 1928

Zum Anfang des 19. Jahrhunderts wurde die Tourismus-Nachfrage immer größer und erforderte daher zusätzliche Passagierschiffe. Zu diesem Zweck wurde auf Initiative des Amerikaners Edward Church die Guillaume Tell mit einer Kapazität für 200 Personen am 18. Juni 1823 eingeführt. Sie war das erste Dampfschiff, welches auf einem Schweizer See eingesetzt wurde. Aufgrund des grossen Erfolges waren bald weitere Dampfschiffe nötig und folgten auch. Die verschiedenen Schifffahrtsgesellschaften konkurrierten zuerst gegeneinander, schlossen dann aber im Jahre 1840 diverse Vereinbarungen untereinander ab und schlossen sich 1873 zu der Compagnie générale de navigation sur le Lac Léman (CGN) zusammen. Aufgrund des blühenden Geschäfts während der Belle Époque besass die Gesellschaft um 1914 insgesamt 19 Einheiten, darunter elf Salonschiffe. Der Zweite Weltkrieg und diverse Krisen brachten die Tourismusschifffahrt in grosse Schwierigkeiten, obwohl in der Zwischenzeit dieselelektrische Motoren eingeführt wurden, die die Betriebskosten im Jahr 1934 massiv senkten.
Bis in die 1960er Jahre verlief das Geschäft nur schleppend, ehe es sich seither wieder im Aufschwung befindet. Aktuell zählt die Flotte acht Schaufelradschiffe, die somit die größte europäische Flotte dieser Art ist. Weiter sind acht schraubengetriebene Schiffe im Bestand. Kleine Fähren, welche «Mouettes» (deutsch Möwen) genannt werden, befördern Passagiere in Genf rasch vom einen zum anderen Ufer.

### Schiffländen
Orte mit Schifflände der Personenschifffahrt, von Westen nach Osten:
| Name                           | Abk. | Lage                                                                     | Ufer   | Kt. | ⊙                                          | Bild             | Anmerkungen                                                      |
| ------------------------------ | ---- | ------------------------------------------------------------------------ | ------ | --- | ------------------------------------------ | ---------------- | ---------------------------------------------------------------- |
| Genève-Mt-Blanc (lac)          | GEMB | Genf: bei Quai du Mont-Blanc 5                                           | rechts | GE  | !506.1486745546.2072025 46.207202 6.148674 | 2013             | Schiffe der CGN                                                  |
| Genève-Molard (lac)            |      | Genf: bei Quai du Général-Guisan 5                                       | links  | GE  | !506.1486825546.2047375 46.204737 6.148682 | 2010             | Schiffe der SMGN                                                 |
| Genève-Jardin-Anglais (lac)    | GEJA | Genf: Jardin anglais                                                     | links  | GE  | !506.1506215546.2051075 46.205107 6.150621 | 2019             | Schiffe der CGN                                                  |
| Le Reposoir (lac)              |      | Chambésy                                                                 | rechts | GE  | !506.1507465546.2315615 46.231561 6.150746 | BW               | keine Kursschiffe                                                |
| Genève-Pâquis (lac)            | GEPA | Genf: bei Quai du Mont-Blanc 13                                          | rechts | GE  | !506.1510175546.2092615 46.209261 6.151017 | 2012             | Schiffe der CGN                                                  |
| Genève-Pâquis SMGN             |      | Genf: bei Quai du Mont-Blanc 19                                          | rechts | GE  | !506.1513175546.2094205 46.20942 6.151317  | 2012             | Schiffe der SMGN                                                 |
| Genève-De-Châteaubriand (lac)  |      | Genf: Parc de la Perle du Lac                                            | rechts | GE  | !506.1519755546.2177265 46.217726 6.151975 | 2020             | Schiffe der SMGN                                                 |
| Genève-Perle du Lac            |      | Genf: Parc de la Perle du Lac                                            | rechts | GE  | !506.1534675546.2195155 46.219515 6.153467 | 2020             | 2010 für Kursschiffe ersetzt durch Genève-De-Châteaubriand (lac) |
| Bellevue GE Port Gitana        |      | Bellevue: Port Gitana                                                    | rechts | GE  | !506.1546055546.2529765 46.252976 6.154605 | BW               | Schiffe der SMGN                                                 |
| Genève-Quai Gustave Ador (lac) |      | Genf: bei Quai Gustave-Ador 6                                            | links  | GE  | !506.1555085546.2050175 46.205017 6.155508 | 2018             | Schiffe der SMGN                                                 |
| Bellevue GE (lac)              | BECG | Bellevue                                                                 | rechts | GE  | !506.1560275546.2552075 46.255207 6.156027 | 2022             | Schiffe der CGN                                                  |
| Genève-Eaux-Vives (lac)        | GEEV | Genf: bei Quai Gustave-Ador 64                                           | links  | GE  | !506.1624355546.2094145 46.209414 6.162435 | 2009             | Schiffe der CGN                                                  |
| Creux-de-Genthod (lac)         |      | Genthod                                                                  | rechts | GE  | !506.1634135546.2634095 46.263409 6.163413 | BW               | Schiffe der SMGN                                                 |
| Versoix (lac)                  | VSCG | Versoix                                                                  | rechts | GE  | !506.1697035546.2775605 46.27756 6.169703  | 1985             | Schiffe der CGN                                                  |
| Genève-Port Noir (lac)         |      | Genf: am Quai Gustave-Ador                                               | links  | GE  | !506.1705375546.2115745 46.211574 6.170537 | 2012             | Schiffe der SMGN                                                 |
| Ruth                           |      | Cologny: Quai de Cologny                                                 | links  | GE  | !506.1856185546.2277775 46.227777 6.185618 | BW               | SMGN                                                             |
| La Belotte (lac)               |      | Cologny                                                                  | links  | GE  | !506.1904275546.2359355 46.235935 6.190427 | BW               | Schiffe der CGN                                                  |
| Coppet (lac)                   | COCG | Coppet                                                                   | rechts | VD  | !506.1930485546.3151495 46.315149 6.193048 | 2011             | Schiffe der CGN                                                  |
| Bellerive (lac)                |      | Collonge-Bellerive                                                       | links  | GE  | !506.1931705546.2529825 46.252982 6.19317  | BW               | Schiffe der SMGN                                                 |
| Céligny (lac)                  | CECG | Céligny                                                                  | rechts | GE  | !506.2099425546.3479885 46.347988 6.209942 | BW               | Schiffe der CGN                                                  |
| Corsier GE (lac)               |      | Corsier                                                                  | links  | GE  | !506.2104225546.2669495 46.266949 6.210422 | 2012             |                                                                  |
| Anières (lac)                  |      | Anières                                                                  | links  | GE  | !506.2213155546.2785365 46.278536 6.221315 | BW               |                                                                  |
| Hermance (lac)                 | HERM | Hermance                                                                 | links  | GE  | !506.2415045546.3016195 46.301619 6.241504 | 2020             |                                                                  |
| Nyon (lac)                     | NYCG | Nyon                                                                     | rechts | VD  | !506.2436065546.3823515 46.382351 6.243606 | 2018             |                                                                  |
| Chens-sur-Léman (F) (lac)      |      | Chens-sur-Léman, Haute-Savoie                                            | links  |     | !506.2552215546.3232805 46.32328 6.255221  | 2002             |                                                                  |
| Nernier (F) (lac)              |      | Nernier, Haute-Savoie                                                    | links  |     | !506.3022835546.3654125 46.365412 6.302283 | BW               |                                                                  |
| Yvoire (F) (lac)               |      | Yvoire, Haute-Savoie                                                     | links  |     | !506.3248555546.3711935 46.371193 6.324855 | 2019             |                                                                  |
| Rolle (lac)                    | ROCG | Rolle                                                                    | rechts | VD  | !506.3373695546.4550895 46.455089 6.337369 | 2016             |                                                                  |
| Excenevex (F) (lac)            |      | Excenevex, Haute-Savoie                                                  | links  |     | !506.3567285546.3556505 46.35565 6.356728  | BW               |                                                                  |
| Sciez (F) (lac)                |      | Sciez, Haute-Savoie                                                      | links  |     | !506.3901055546.3416985 46.341698 6.390105 | 2018             |                                                                  |
| Margencel-Anthy-Séchex(F)(lac) |      | Séchex, Margencel, Haute-Savoie                                          | links  |     | !506.4048625546.3498325 46.349832 6.404862 | BW               |                                                                  |
| St-Prex (lac)                  | SPCG | St-Prex                                                                  | rechts | VD  | !506.4619565546.4787175 46.478717 6.461956 | 1976             |                                                                  |
| Thonon-les-Bains (F) (lac)     |      | Thonon-les-Bains, Haute-Savoie                                           | links  |     | !506.4767005546.3751055 46.375105 6.4767   | 2015             |                                                                  |
| Morges (lac)                   | MOCG | Morges                                                                   | rechts | VD  | !506.5005395546.5084745 46.508474 6.500539 | 2013             |                                                                  |
| Amphion-les-Bains (F) (lac)    |      | Amphion-les-Bains, Haute-Savoie                                          | links  |     | !506.5430315546.3951115 46.395111 6.543031 | 2009 oder früher |                                                                  |
| St-Sulpice VD (lac)            | STSU | St-Sulpice                                                               | rechts | VD  | !506.5614385546.5085035 46.508503 6.561438 | 2004             |                                                                  |
| Evian-les-Bains (F) (lac)      |      | Évian-les-Bains, Haute-Savoie                                            | links  |     | !506.5948175546.4016465 46.401646 6.594817 | 2009             |                                                                  |
| Lausanne-Ouchy (lac)           | LSO  | Lausanne: Ouchy, bei der Station Ouchy-Olympique                         | rechts | VD  | !506.6269835546.5057655 46.505765 6.626983 | 2009             |                                                                  |
| Tourronde (F) (lac)            |      | Tourronde, Haute-Savoie                                                  | links  |     | !506.6566065546.4051985 46.405198 6.656606 | BW               | keine Kursschiffe                                                |
| Pully (lac)                    | PUCG | Pully                                                                    | rechts | VD  | !506.6613245546.5054385 46.505438 6.661324 | 2009             |                                                                  |
| Lutry (lac)                    | LTCG | Lutry                                                                    | rechts | VD  | !506.6841455546.5012685 46.501268 6.684145 | 2012             |                                                                  |
| Meillerie (F) (lac)            |      | Meillerie, Haute-Savoie                                                  | links  |     | !506.7184115546.4081685 46.408168 6.718411 | BW               | keine Kursschiffe                                                |
| Cully (lac)                    | CUCG | Cully                                                                    | rechts | VD  | !506.7316535546.4875045 46.487504 6.731653 | 2012             |                                                                  |
| Rivaz-St-Saphorin (lac)        | RISS | Rivaz: beim Bahnhof Rivaz                                                | rechts | VD  | !506.7840315546.4736245 46.473624 6.784031 | BW               |                                                                  |
| St-Gingolph (Suisse) (lac)     | SGCG | St-Gingolph                                                              | links  | VS  | !506.8059145546.3934555 46.393455 6.805914 | 2015             |                                                                  |
| Vevey-Plan (lac)               | VVP  | Vevey: Avenue de Savoie                                                  | rechts | VD  | !506.8342185546.4651605 46.46516 6.834218  | BW               | keine Kursschiffe                                                |
| Vevey-Marché (lac)             | VVM  | Vevey: Place du Marché                                                   | rechts | VD  | !506.8406025546.4587415 46.458741 6.840602 | 2009             |                                                                  |
| Vevey-La Tour (lac)            | VVT  | Vevey: Quai Perdonnet                                                    | rechts | VD  | !506.8500105546.4569445 46.456944 6.85001  | BW               |                                                                  |
| Bouveret (lac)                 | BOCG | Le Bouveret: beim Bahnhof Bouveret                                       | links  | VS  | !506.8515865546.3875975 46.387597 6.851586 | 2015             |                                                                  |
| Clarens (lac)                  | CLCG | Clarens                                                                  | rechts | VD  | !506.8960385546.4398805 46.43988 6.896038  | BW               |                                                                  |
| Montreux (lac)                 | MXCG | Montreux: beim Bahnhof Montreux                                          | rechts | VD  | !506.9095305546.4345495 46.434549 6.90953  | 2009             |                                                                  |
| Territet (lac)                 | TECG | Territet: beim Bahnhof Territet, Talstation Standseilbahn Territet–Glion | rechts | VD  | !506.9223335546.4257535 46.425753 6.922333 | BW               |                                                                  |
| Villeneuve VD (lac)            | VICG | Villeneuve: beim Bahnhof Villeneuve VD                                   | rechts | VD  | !506.9247645546.3986455 46.398645 6.924764 | 2012             |                                                                  |
| Château-de-Chillon (lac)       | CHCH | Veytaux: Schloss Chillon                                                 | rechts | VD  | !506.9292325546.4129755 46.412975 6.929232 | 2019             |                                                                  |

### Freizeitsport

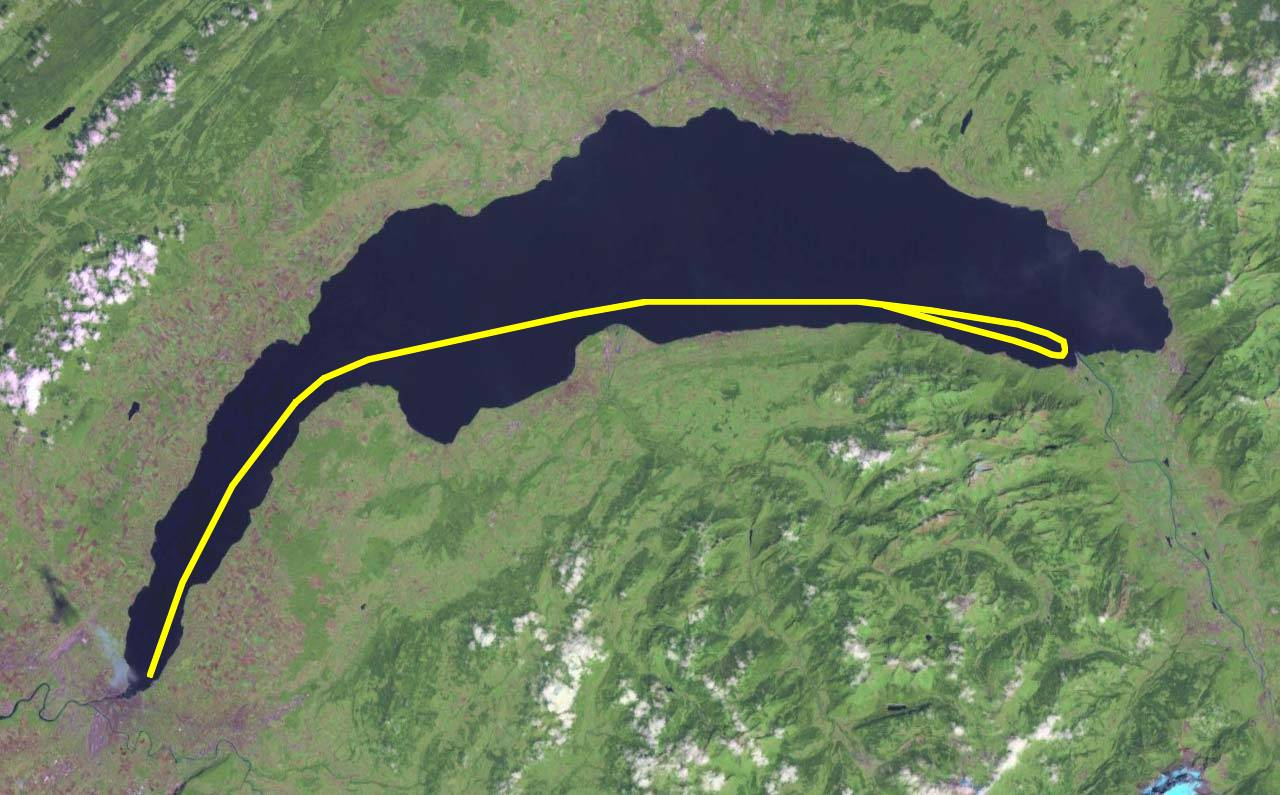
Strecke des Bol d’Or

Das Segeln selbst wird heute nur noch als Hobby und Sport betrieben. Die seit dem Jahre 1939 ausgetragene Segelregatta Bol d’Or ist überregional bekannt und führt jeweils von Genf nach Le Bouveret und zurück. 
Die Tour du Léman rund um den See ist mit 160 km eine der längsten nonstop ausgetragenen Ruderregatten der Welt.
Verschiedene Schwimmwettkämpfe werden jährlich organisiert wie die Seeüberquerungen von Lausanne nach Evian (13 km), von Montreux nach Clarens (1,8 km), in Genf (1,8 km), jeweils im Sommer, und die Coupe de Noël, 125 m in Genf im Dezember.

### Fischerei
Erstmals wurden im 14. Jahrhundert zum Schutz der Fische Vorschriften über die Fischerei im See aufgestellt. Bis ins Jahr 1880 wurde dann das Fischereirecht durch Adlige oder die Städte geregelt, welche dies aber oft einem Berufsmann überliessen. Die Netze und der Fang wurden ab dem 16. Jahrhundert kontrolliert, um eine Übernutzung des Bestandes zu verhindern. Nach der Revolution wurde 1880 erstmals ein internationales Abkommen zwischen Savoyen und den Schweizer Kantonen über die Fischereibewirtschaftung unterzeichnet. Auf Drängen der Waadtländer Berufsfischer wurde dieses Abkommen wieder aufgelöst. Somit regelte wieder jedes Land die Fischerei für sich selbst.
Im Jahr 1980 wurde ein neues Abkommen zwischen der Schweiz und Frankreich vereinbart, welches 1982 in Kraft trat, nachdem das französische Parlament es abgesegnet hatte. Dieses sieht vor, dass Hobbyfischer sich auf dem ganzen See frei bewegen und fangen können, die Berufsfischer sich jedoch an den Landesgrenzen aufhalten müssen. Seit 1986 wird die Thematik der Fischerei durch 5-Jahres-Pläne in gemeinsamer Absprache geregelt. Ein neues Reglement wurde im Jahr 1998 entworfen. Dieses sieht vor, eine Änderung am Abkommen vorzunehmen, sodass es Berufsfischern unabhängig von ihrer Nationalität erlaubt ist, in einer gemeinsamen Zone zu fischen.
Zu den stärksten gefangenen Fischarten des Sees gehörten im späten 19. Jahrhundert und im frühen 20. Jahrhundert die im Genfersee endemischen Coregonus-Arten Féra und Gravenche. Inzwischen gelten beide Arten als ausgestorben, was zumindest teilweise auf Überfischung zurückgeführt wird. Aufgrund der globalen Erwärmung waren die Fangerträge in den letzten Jahren stark rückläufig.

## Trivia
- Am 28. August 1910 startete Armand Dufaux um 05.45 Uhr mit dem von ihm und seinem Bruder Henri konstruierten Doppeldecker «Dufaux 4» bei Noville/St-Gingolph und flog unweit des Südufers nach Genf – die rund 66 Kilometer lange Flugstrecke bewältigte er in 56 Minuten und 5 Sekunden. Armand Dufaux hatte damit den bislang weltweit längsten Flug über offenes Wasser gewagt und gewann das von den Automobilpionieren Perrot Duval ausgeschriebene Preisgeld für die Überquerung des Genfersees auf seiner gesamten Länge.
- Am 6. August 1986 durchquerte der Waadtländer Alain Charmey als erster Mensch schwimmend den Genfersee in seiner ganzen Länge. Er brauchte für die 72 Kilometer lange Strecke 22 Stunden, 42 Minuten und 30 Sekunden.[38]